# Tumbespivi
Tumbespivi (Contopus punensis) är en fågel i familjen tyranner inom ordningen tättingar.

## Utbredning och systematik
Fågeln förekommer i västra Ecuador och västra Peru. Den behandlas som monotypisk, det vill säga att den inte delas in i några underarter.

## Status
Arten har ett stort utbredningsområde och beståndet anses vara stabilt. Internationella naturvårdsunionen IUCN listar den därför som livskraftig (LC).

## Namn
Tumbes är en kustnära region på gränsen mellan Ecuador och Peru.